# نوا اسکوشیا تولینگ رتریور
نوا اسکوشیا تولینگ رتریور (به انگلیسی: Nova Scotia Duck Tolling Retriever)، نام یکی از نژادهای سگ است که خاستگاه آن به (نوا اسکوشیا)، کانادا بازمی‌گردد. وزن جنس نر نوا اسکوشیا تولینگ رتریور ۲۰–۲۳ کیلوگرم (۴۴–۵۱ پوند) است و وزن جنس مادهٔ آن ۱۷–۲۰ کیلوگرم (۳۷–۴۴ پوند). قد جنس نر نوا اسکوشیا تولینگ رتریور ۴۸–۵۱ سانتیمتر (۱۹–۲۰ اینچ) است و قد جنس مادهٔ آن ۴۵–۴۸ سانتیمتر (۱۸–۱۹ اینچ). نوا اسکوشیا تولینگ رتریور در هر بار زایمان ۶ تا ۱۰ توله می‌زاید.

## نگارخانه

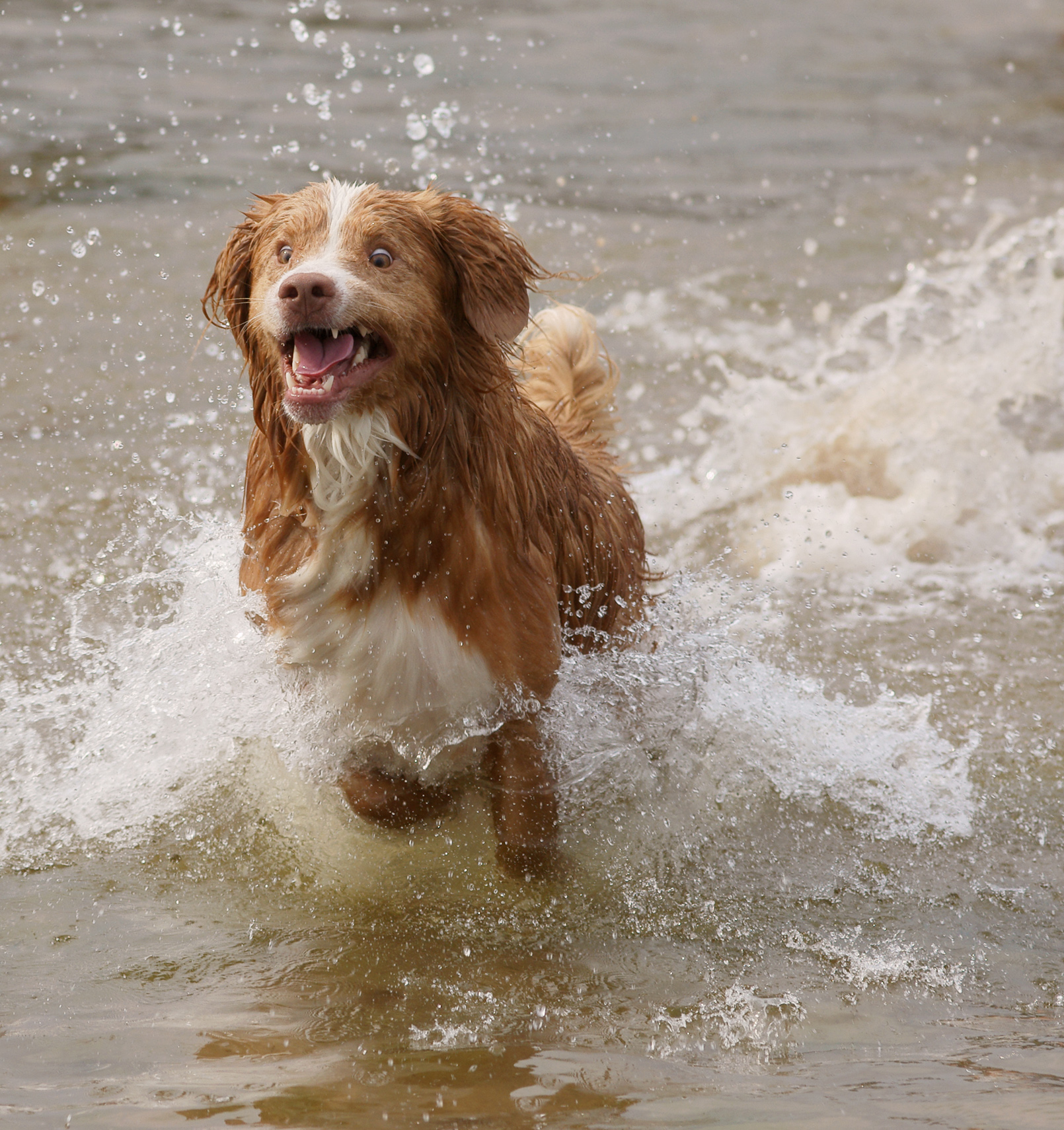
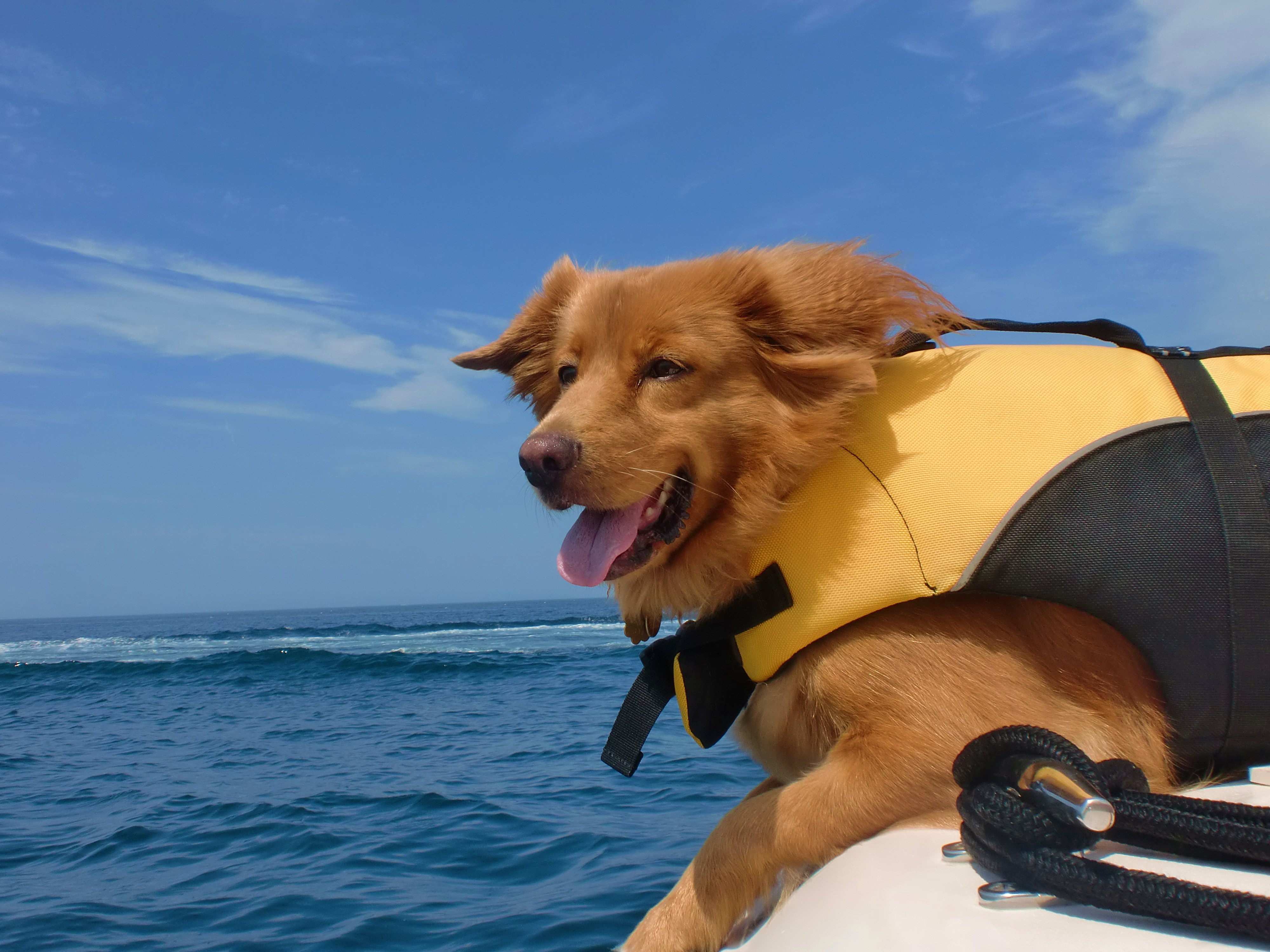
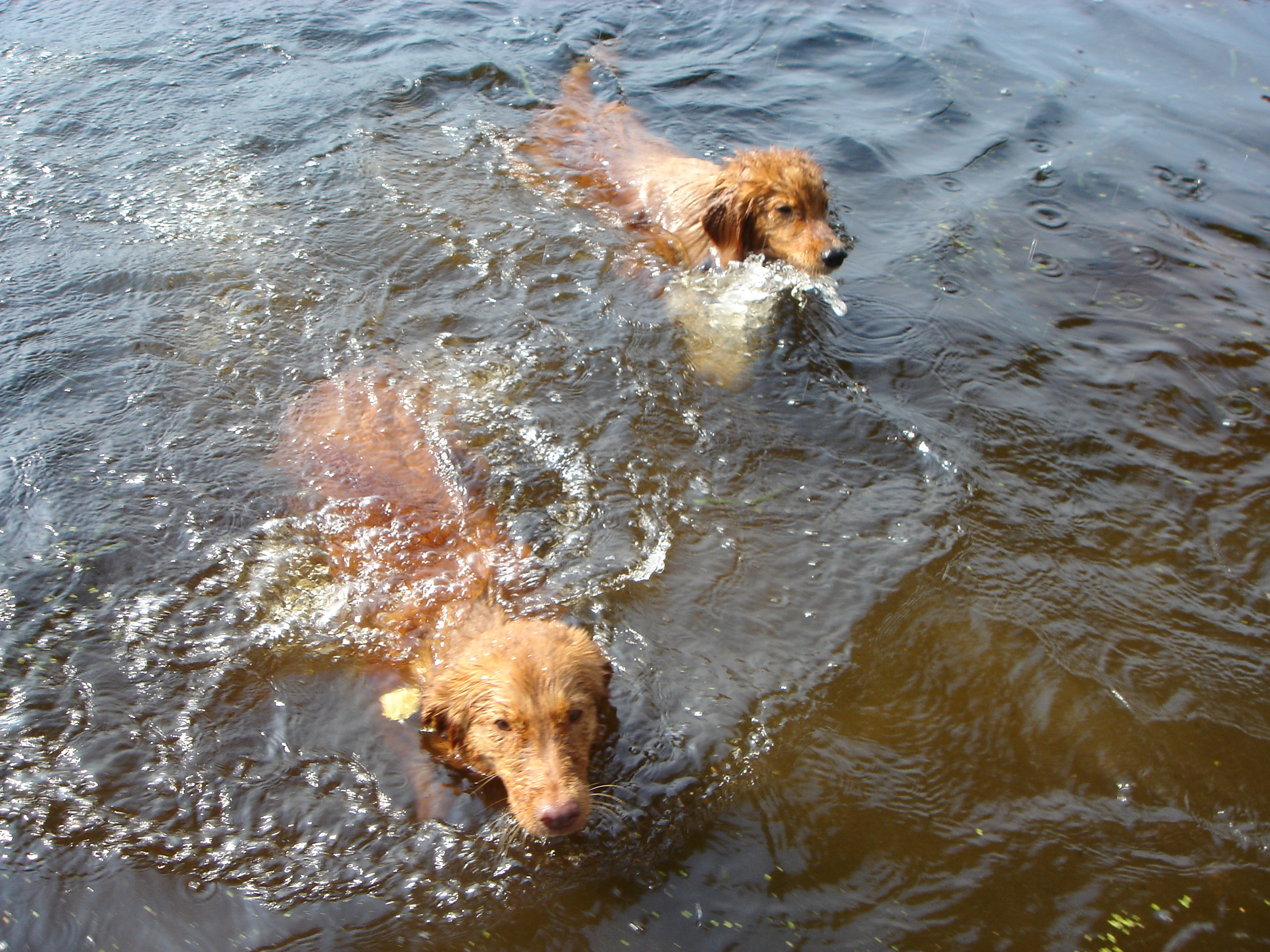
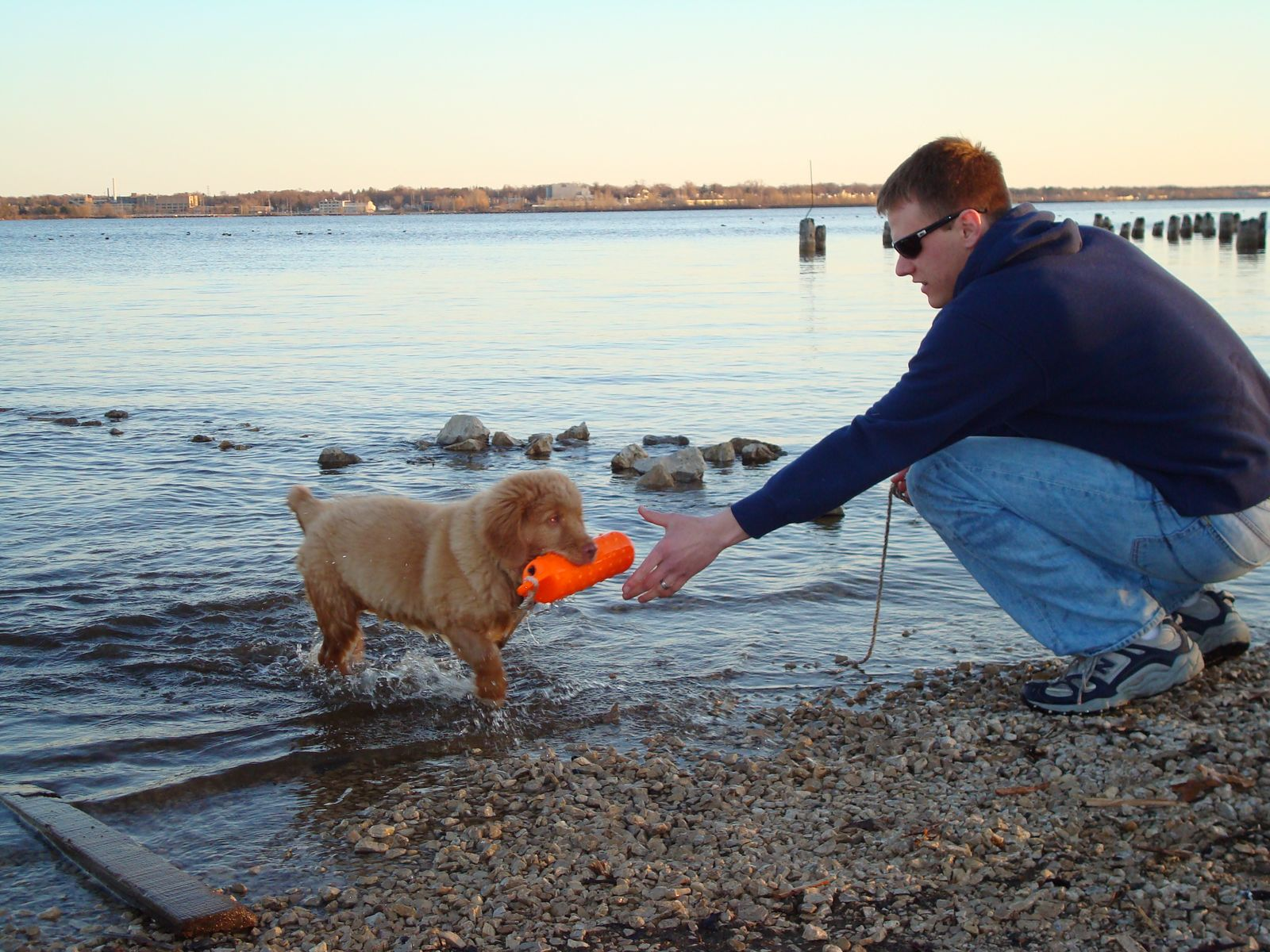
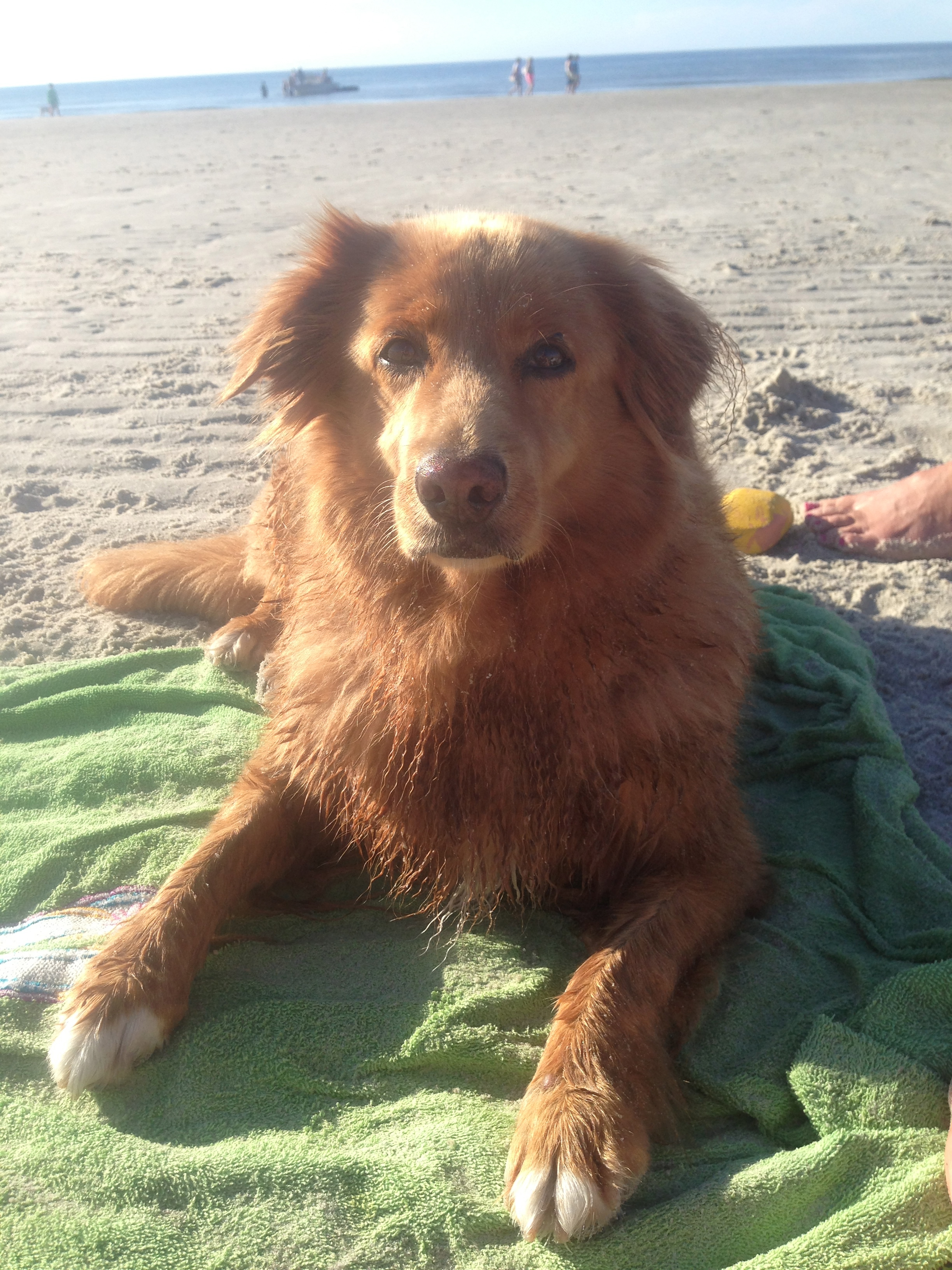
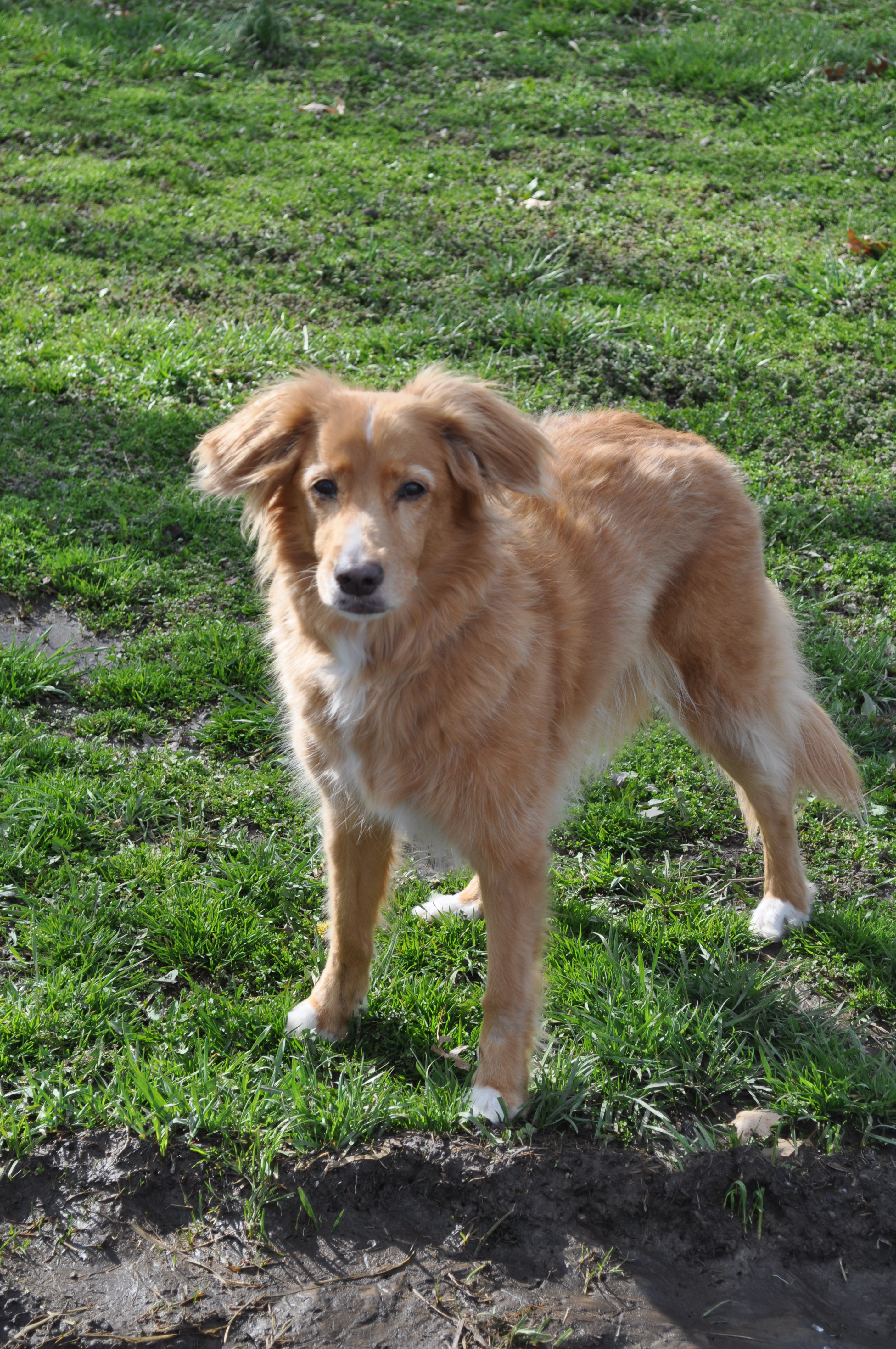
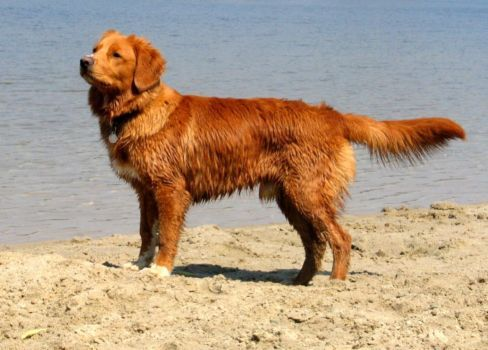
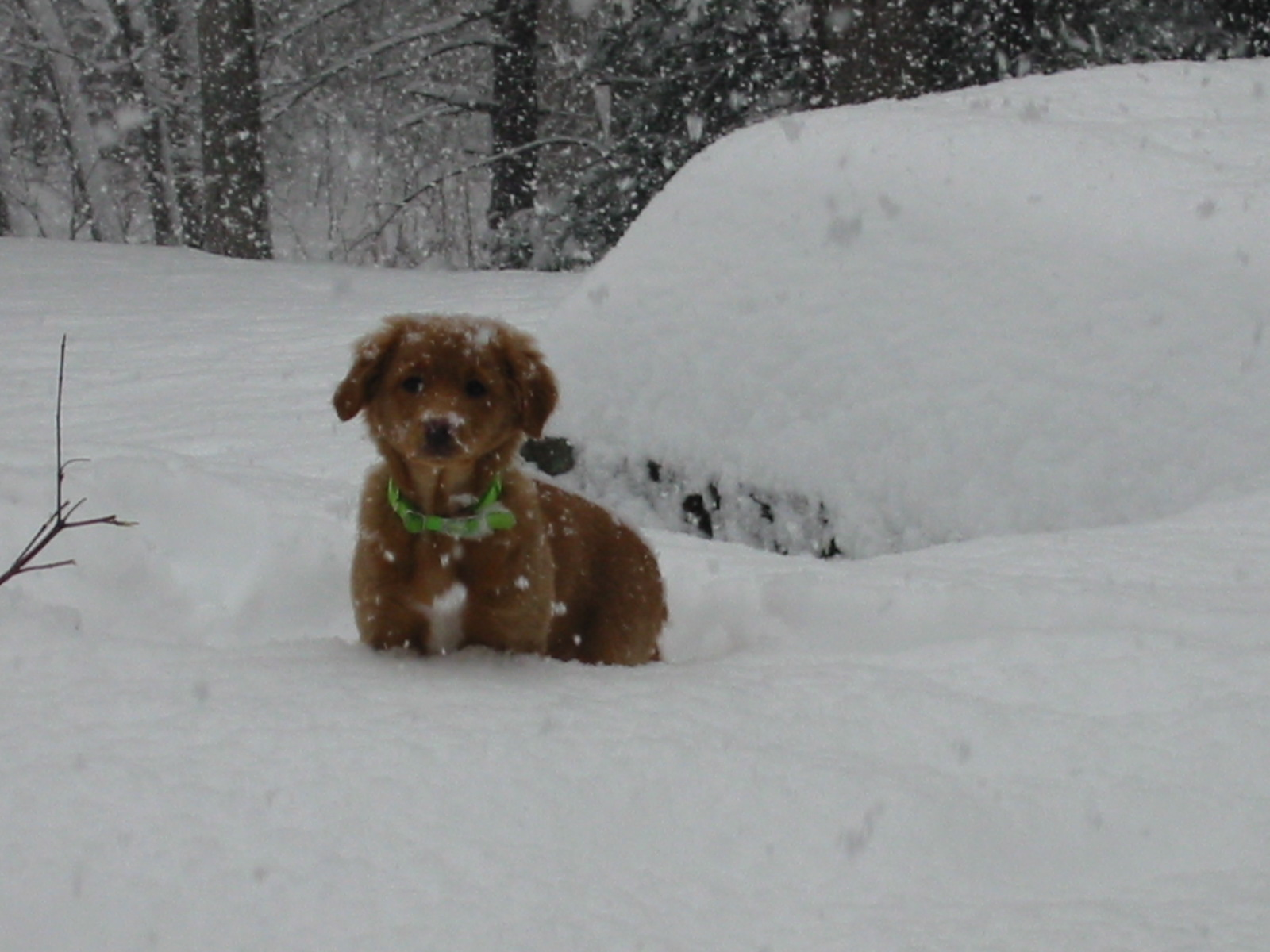
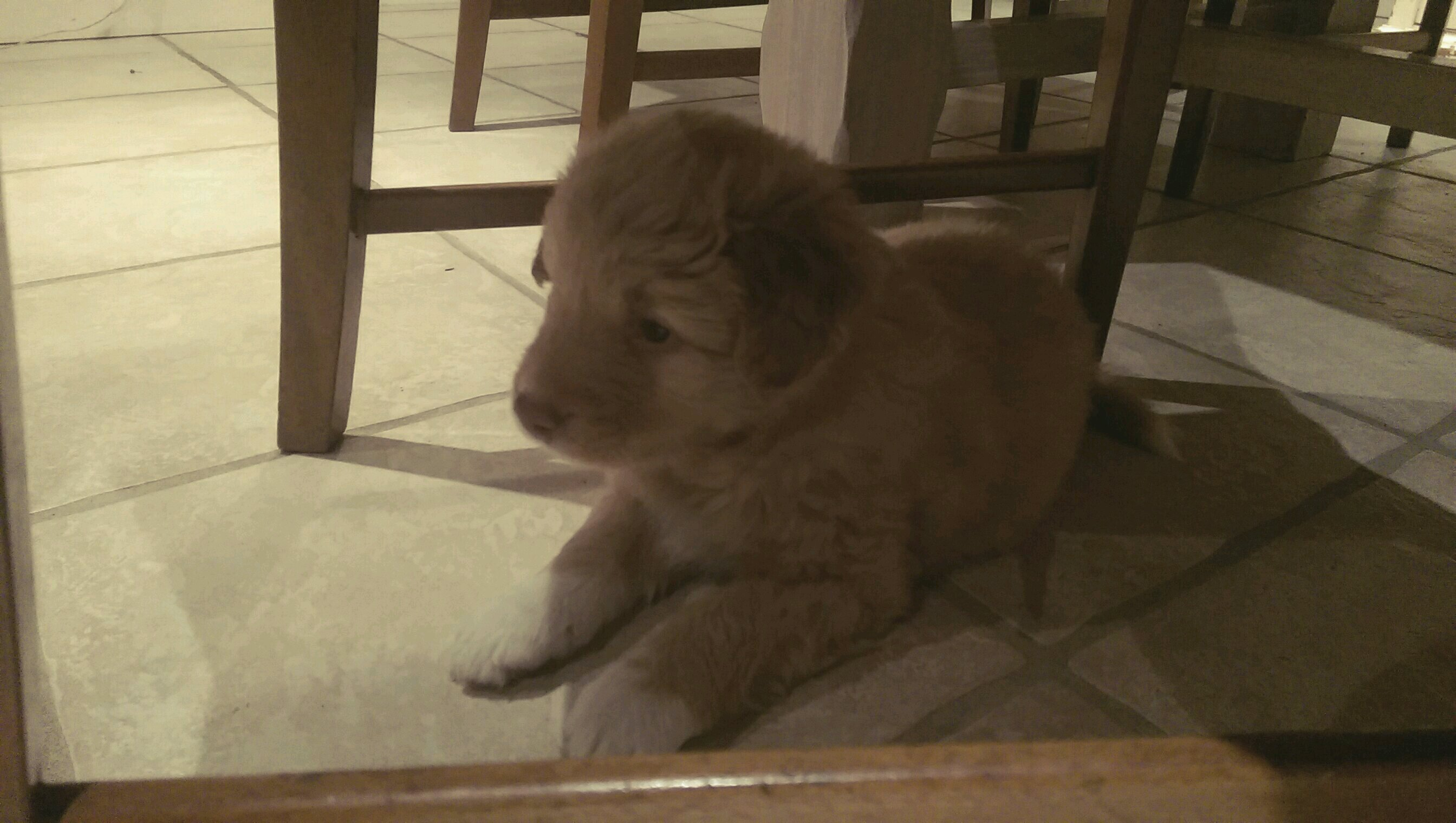
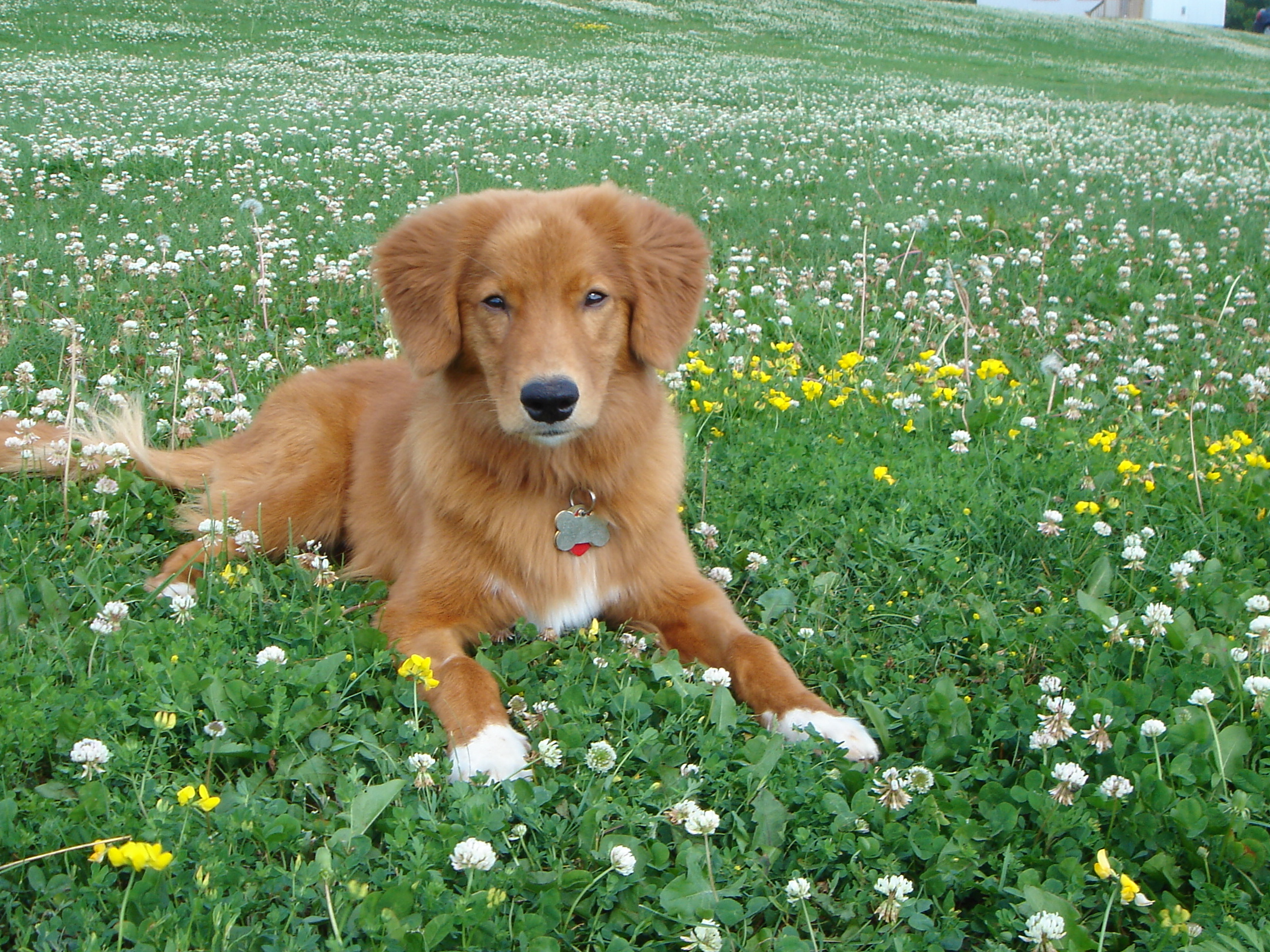